# Arthur Ponsonby
Arthur Augustus William Harry Ponsonby , primer Barón de Ponsonby Shulbrede (16 de febrero de 1871 - 23 de marzo de 1946) fue un político británico, pacifista, escritor y activista social. Fue el tercer hijo de Henry Ponsonby, secretario de la reina Victoria, y el bisnieto de Frederick Ponsonby. Frederick Edward Grey Ponsonby fue su hermano mayor. 
Lord Ponsonby es probablemente es más recordado por la declaración:"Cuando se declara la guerra, la verdad es la primera víctima", que él hizo en su libro Falsehood in Wartime: Propaganda Lies of the First World War (1928), traducido al español por Yolanda Morató con el título Falsedad en tiempos de guerra. Mentiras propagandísticas de la Primera Guerra Mundial (Athenaica Ediciones, 2018). El crítico Ignacio Garmendia destacó sobre esta edición que la "recuperación parece tanto más oportuna en el tiempo de la posverdad, cuando el recelo hacia la información disponible está -a juzgar por los fantasmales ejércitos de desinformadores que trabajan en la sombra- más justificado que nunca".
En dicha obra desenmascara los 10 mandamientos de la propaganda de guerra que usaron (y usarán en todo conflicto) los beligerantes de la I Guerra Mundial. Una línea similar ya se había planteado en 1917 en EE.UU El senador republicano Hiram Johnson.

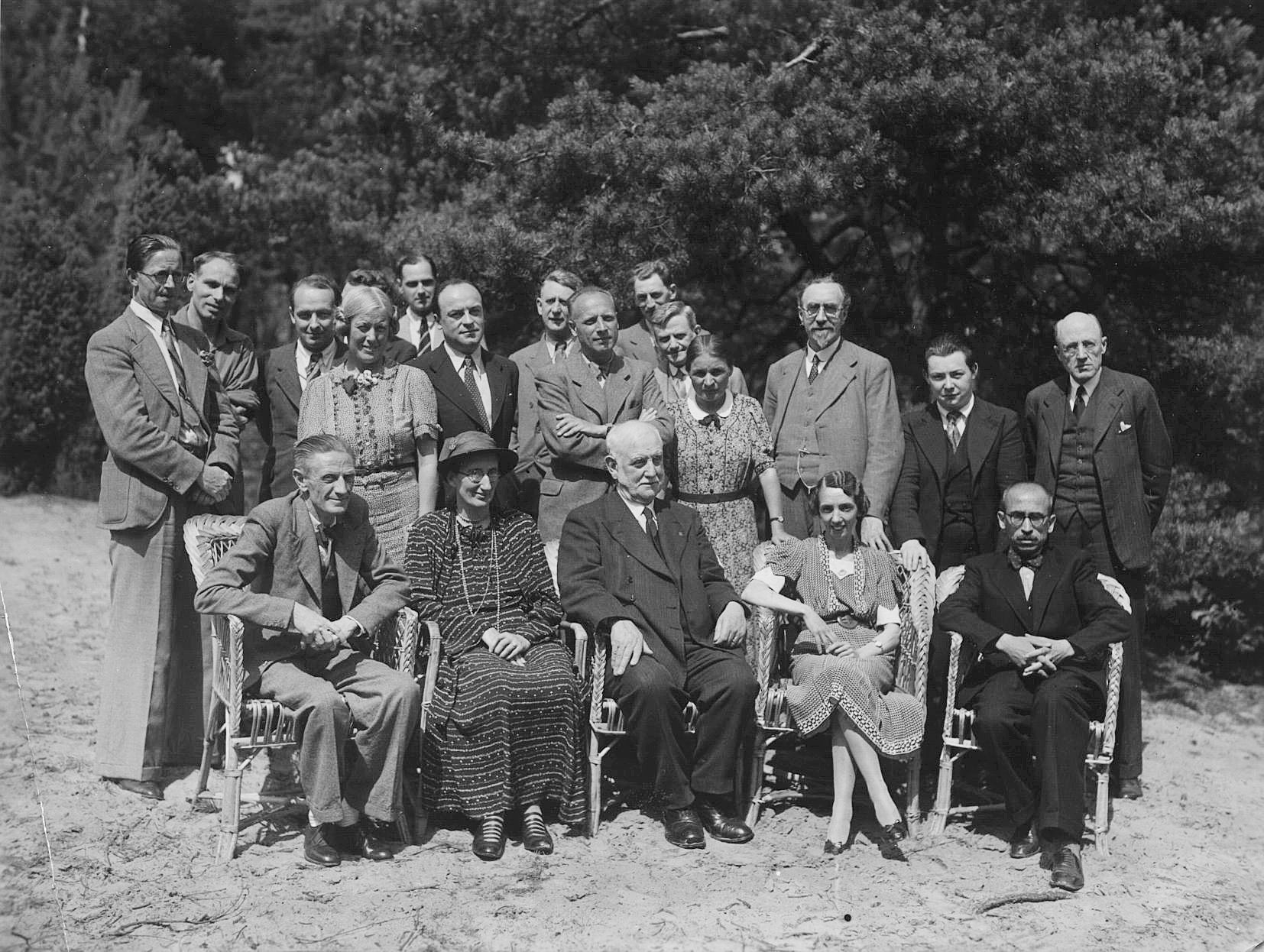
El Consejo de la Internacional de Resistentes a la Guerra reunidos en Broederschapshuis Bilthoven, Países Bajos, en julio de 1938, durante la guerra civil española. Ponsonby se representa, de pie, a la derecha de la fotografía. Haga clic en la imagen para más detalles de las personas en la fotografía.

## Educación y Formación Temprana
Fue educado en el Colegio Eton y Balliol College, Oxford, y comenzó su carrera diplomática, teniendo asignaciones en Constantinopla y Copenhague. 

## Política
En las elecciones generales del Reino Unido de 1906 que se presentó sin éxito como candidato Liberal, pero fue elegido como Miembro del Parlamento por las elecciones en 1908. 
Se oponía a la participación británica en Primera Guerra Mundial, y se unió con George Cadbury, Ramsay MacDonald, E. D. Morel, Arnold Rowntree y Charles Trevelyan, para formar la Unión de Control Democrático (UDC), que se convirtió en un muy destacado opositor a la guerra en Gran Bretaña. 
Fue derrotado en la elección general de Reino Unido en 1918 cuando se presentó como un "Independiente demócrata". Se unió al Partido Laborista y salió electo en las elecciones generales de 1922 por Sheffield.
En 1924 Ramsay MacDonald lo nombró Subsecretario Parlamentario de Estado para Asuntos Exteriores, y Secretario de Estado para Asuntos de Dominios (territorios del imperio) y después Secretario Parlamentario del Ministerio de Transportes  en 1929. Se convirtió en un barón en 1930 y se desempeñó como líder del Partido Laborista en la Cámara de los Lores desde 1931 hasta 1935, renunciando en oposición a la política del partido sobre las sanciones en contra de Italia por su invasión de  Abisinia. 
En 1927-1928 se realizó una campaña importante contra los cada vez mayores preparativos para la guerra , y desde 1936 se convirtió en activo en la Peace Pledge Union (Unión pacifista) y colaboró regularmente con la revista Peace News. 

## Dimisión
En 1940 Ponsonby renunció al Partido del Trabajo, al oponerse a su decisión de unirse a la coalición de gobierno de Winston Churchill. 

## Muerte
Lord Ponsonby murió el 23 de marzo de 1946. 

## Obras en español
Falsedad en tiempos de guerra. Mentiras propagandísticas de la Primera Guerra Mundial, pról. Maximiliano Fuentes; trad. Yolanda Morató. Athenaica Ediciones, 2018.